# Sloup Nejsvětější Trojice (Loket)
Sloup Nejsvětější Trojice (rovněž Morový sloup) je barokní sochařské dílo uprostřed historického jádra města Loket v okrese Sokolov v Karlovarském kraji. Od roku 1963 je chráněn jako kulturní památka.

## Historie
Vznik sloupu se sousoším Nejsvětější Trojice je trochu komplikovaný. Smlouva na vytvoření díla byla uzavřena v listopadu 1716 s chebským sochařem Peterem Antonem Felsnerem. Městská rada se však nakonec rozhodla uspořádat soutěž. Do té se kromě Felsnera přihlásil německý sochař z Waldsassenu Johann Karl Stilp, který tehdy pracoval ve službách města Chebu a žlutický sochař Oswald Josef Wenda. Přestože smlouva na stavbu sloupu chybí, z dalších zpráv vyplývá, že zakázku nakonec získal Johann Karl Stilp. Kamenické práce prováděl místní kamenický mistr Martin Lambacher, kterému pomáhal jeho syn Sebastián. Nejspíš po zjištění závad na základě nezávislého posudku Osvalda Josefa Wendy došlo k výměně sochaře. Dne 14. listopadu 1718 byla uzavřena nová smlouva s jáchymovským sochařem Johannem Georgem Grobischem, který vytvořil vrcholové sousoší Nejsvětější Trojice a také městský znak. Důvodem pro výměnu sochaře nebyla však Grobischova sochařská kvalita, spíš se jednalo o ekonomický spor nebo nespolehlivost lhůt či kvalita provedení. Není vyloučeno, že na konečné podobě sloupu spolupracoval i sochař Wenda a jeho podíl se neomezil pouze na dozor nad kvalitou provedeného díla.
Sloup byl dokončen na podzim roku 1719 a slavnostně vysvěcen dne 12. listopadu chebským komendátorem Pelletem. Stilp obdržel za šest soch, tři anděly a drobné plastiky 329 zlatých, Grobisch za vrcholové sousoší 140 zlatých.
V roce 1835 byla provedena renovace sloupu a poté v letech 1873–1875. Další renovace proběhla v roce 1908, kterou prováděl chebský sochař Karl Wilfert. Další komplexní restaurování sloupu se uskutečnilo v roce 1959 a poslední oprava v roce 2001.

## Popis
Půdorys architektury sloupu je rozveden do motivu trojúhelníku, který symbolizuje křesťanskou trojjedinost. Okolo sloupu stojí kamenné zábradlí s balustrádami. Trojboký podstavec je ukončen profilovou římsou. Na vystupujících žebrech stojí sochy svatého Václava, svatého Floriána, svatého Jana Křtitele, Panny Marie Immaculaty, svatého Jana Nepomuckého a svatého Šebestiána. Na podstavci stojí trojboký sokl zdobený volutovým křídly podpírající další profilovou římsu. Na ní stojí sochy archandělů Michaela, Gabriela a Rafaela. Na soklu stojí vysoký trojboký sloup s latinskými texty modliteb. Na vrcholu sloupu se nachází sousoší Nejsvětější Trojice s křížem a hvězdou. Stupně a neprofilové části soklu jsou ze šedé žuly. Profilové prvky soklu, balustráda a sochy jsou z jemnozrnného pískovce.

## Fotogalerie

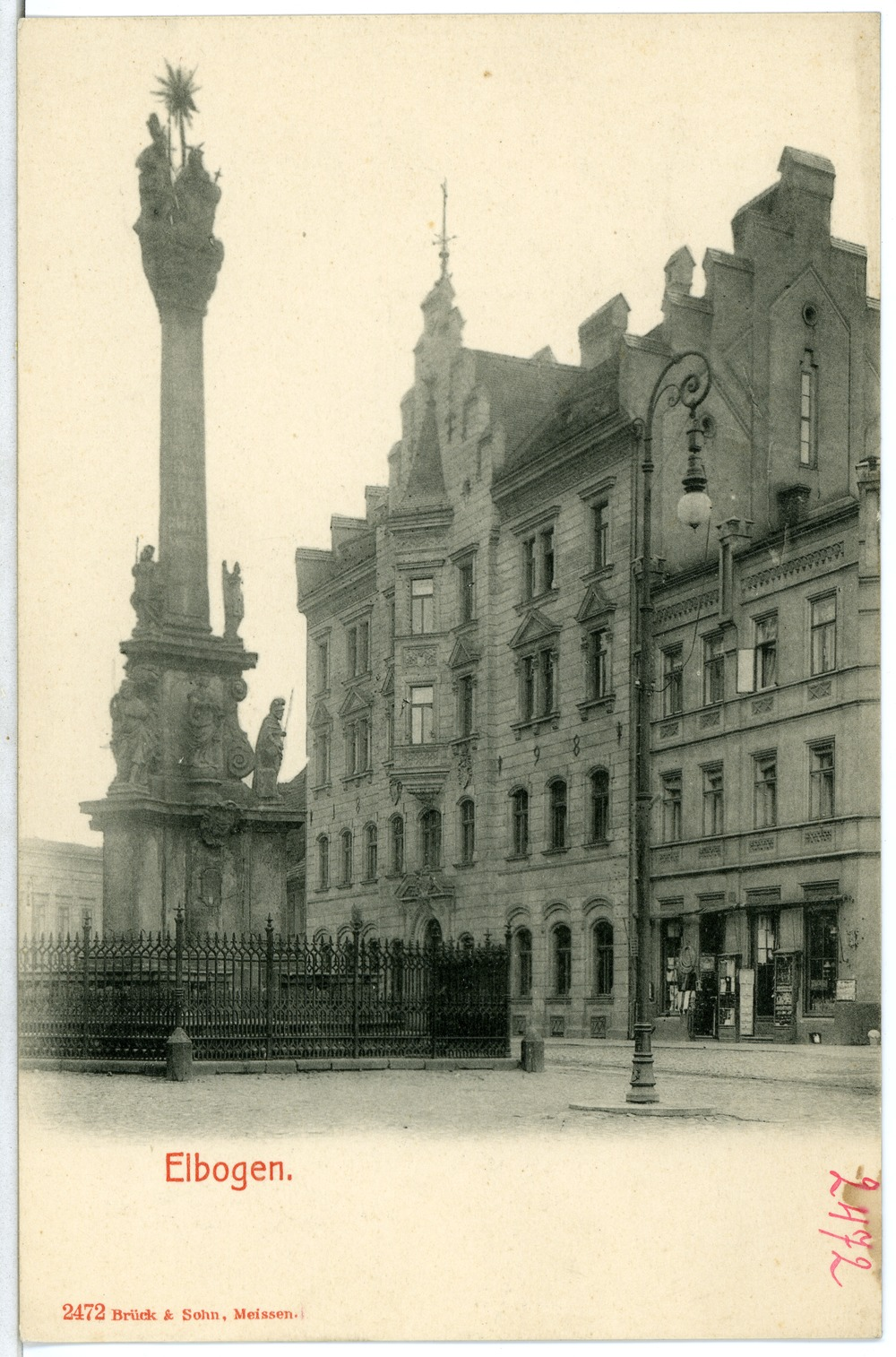
Soup na historické pohlednici z roku 1902
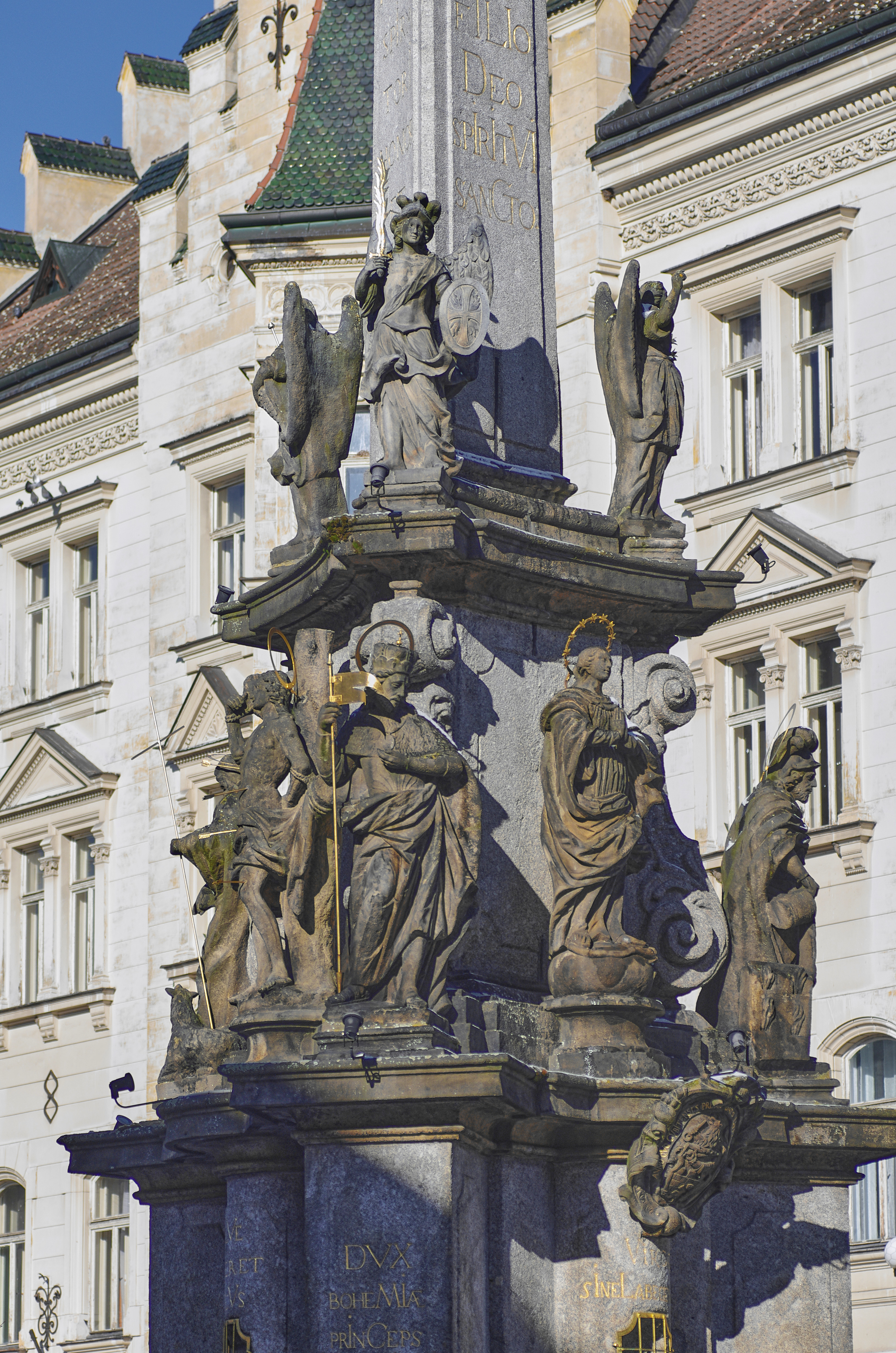
Sochařská figurální výzdoba
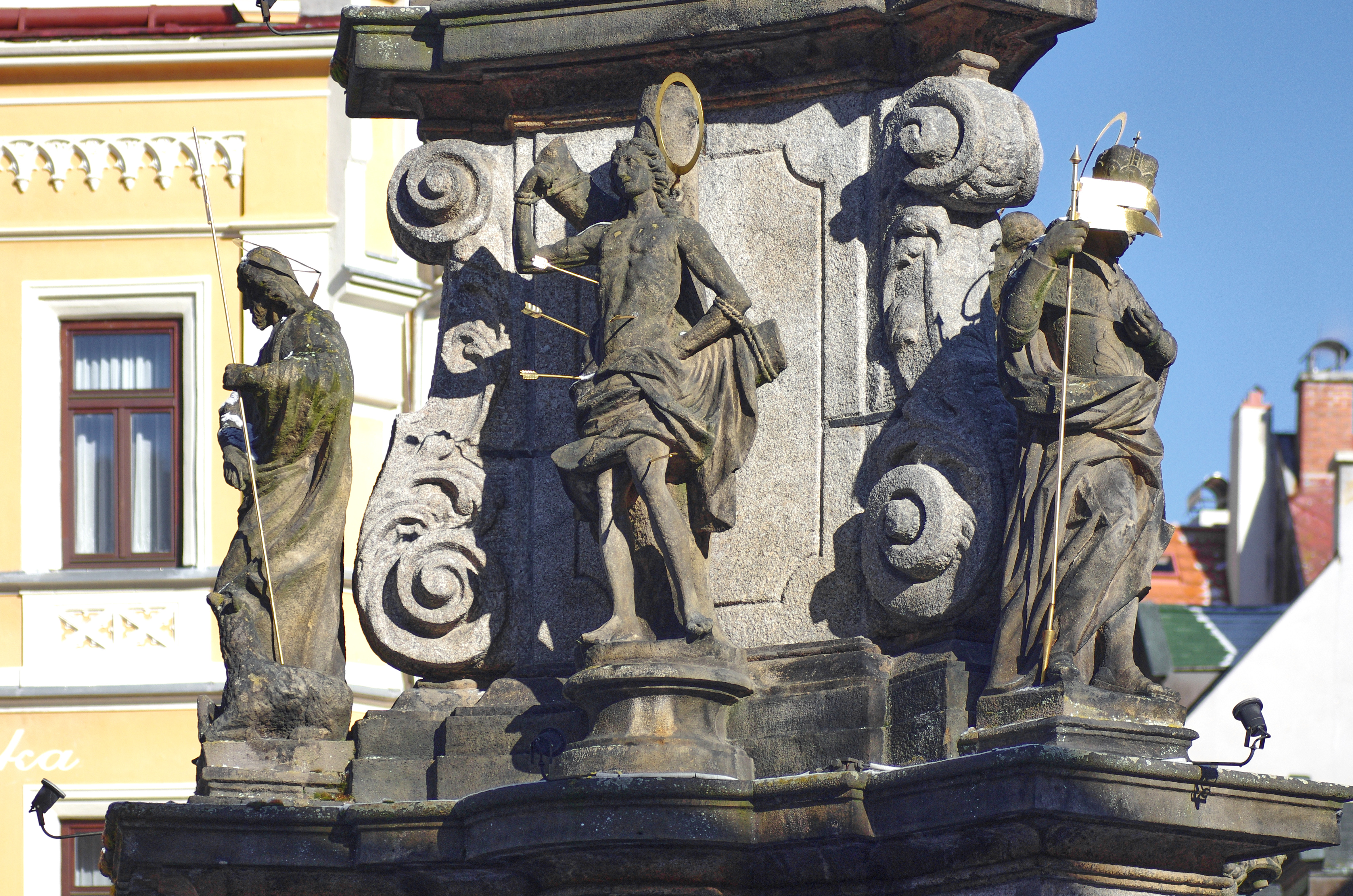
Sochařská figurální výzdoba na dolní římse
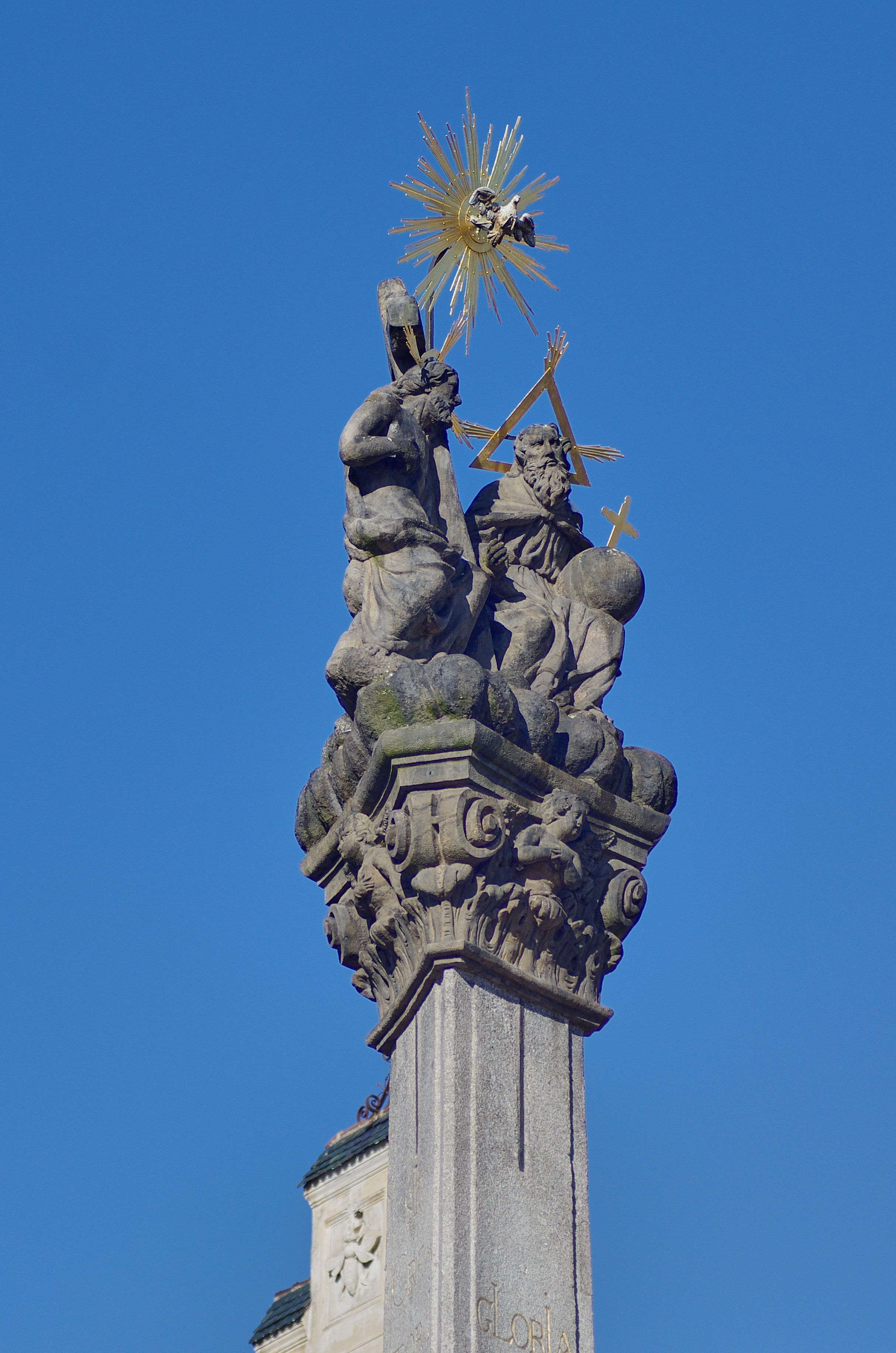
Hlavice sloupu a vrcholové sousoší